# Nesticus reddelli
Nesticus reddelli là một loài nhện trong họ Nesticidae.
Loài này thuộc chi Nesticus. Nesticus reddelli được Willis J. Gertsch miêu tả năm 1984.